# 北川愛萌
 愛萌（めめ、1989年〈昭和64年〉1月5日 - ）は、千葉県出身の元タレント、元グラビアアイドル。N-weedに所属していた。2013年8月限りで芸能界を引退した。

## 人物・来歴
- 趣味　買い物、愛犬と散歩。愛犬の名前は「小桃」（チワワ）。
- 特技　ダンス暦11年（ヒップホップ、ジャズ、バレエ）
- 2011年、2012年、2013年 マルヰイメージガール ZESTガールズ

## 出演

### TV
- 「ハンサム★スーツ THE TV」（フジテレビ）
- 「今夜もドル箱!!」ゲスト出演（2009年6月、テレビ東京）
- 「全力坂」（2010年1月18日（転坂）・1月27日（稲荷坂）、 テレビ朝日）
- 「もっパラ!」（MONDO21）
- 「原口あきまさの今がぱちドキッ!」（ - 2013年6月、東京MXテレビ） - レギュラー出演（ドキっ娘）

### 雑誌
- 「週刊実話」グラビア掲載 （2009年11月）
- 「私立Bejean女学院」 - Bejean

### 舞台
- 「On Your Marks」（2009年4月）
- 「GET SET」（2009年7月）
- 「PaaaaaaaaaaaaN!」（2009年11月）
- 一歩堂「ぐつぐつ」（2010年1月28日 - 31日）- ハンペン 役
- ルドビコVol.6「HAMLET-青い薔薇のくちづけ-」（2010年4月20日 ‐ 26日、原宿クエストホール）- メメーリア 役
- kunoichi.TV 第四回公演「Revolution〜出会ウト云フコト〜」（2010年5月1日 - 2日、サンモールスタジオ）- 牛若丸 役
- 「プレイス」（2010年9月18日 - 26日、アクアスタジオ）
- 劇団空感エンジン第3回本公演「ホッチキス」（2010年11月13日 - 21日、新宿・SPACE107）
- 聖ルドビコ学園2010「AFTER AFTERSCHOOL」（2011年1月21日 - 24日、サンモールスタジオ）
- 劇団ゲキハロ 第10回公演「大正浪漫ハイカラ探偵王青いルビー殺人事件」（2011年6月29日 - 7月3日、六本木・俳優座劇場） - 紅林奈緒子 役
- 「プレイス 特別版〜海の家借りちゃいました〜」（2011年9月21日 - 25日、アクアスタジオ）
- G&Gアクターズファクトリープロデュース公演 vol.3「夏草〜夜明けを待ちながら〜」（2011年10月26日 - 30日、赤坂レッドシアター）
- 伊藤教人プロデュース公演「ゴリズム」vol　「秘密編隊ゴンバット」出演 （2012年1月11日 - 15日、新宿・SPACE107） - 桃沢あんず 役
- 新世紀モボモガモード第1回公演「天国がいっぱい」(2012年3月1日 - 5日、池袋シアターグリーン・BOXinBOX）
- 万本桜企画 「ホテルグリーンイン燕三条」（2012年6月6日 - 10日、学芸大学・千本桜ホール）
- 「ポチッとな。-Switching On Summer-」（2012年7月4日 - 8日、俳優座劇場 / 7月14日 - 16日、相鉄本多劇場）
- 新世紀モボモガモード第2回公演「成長する抜殻」（2012年8月29日 - 9月2日、池袋シアターグリーン / BASE THEATER） - 真木場愛実 役
- amipro「レンタル彼女」（2012年11月28日 - 12月2日、中野ザ・ポケット）

### 映画
- Oh!透明人間（2010年10月、インターフィルム）
- 精霊夜曲〜最も古い首つりの木〜（2012年2月公開、オカシネマ）
- 戦国少女伝 妖怪忍者 忍（2012年4月、オカシネマ）

### ウェブ
- 「@misty」グラビア出演
- 「Kunoichi.TV」（2008年10月 - ） - レギュラー
- 「らぶパチレイディオ」（2008年11月 - ） - レギュラー
- ニコニコ生放送「新人騎士物語 光と闇の生活」（2010年7月）

### DVD
1. 「ちいさな冒険」（2009年11月25日、ARDEN）
2. 「少し大人」（2011年6月22日、イーネット・フロンティア）
3. 「妄想恋人」（2011年10月25日、エアーコントロール）